# 機械濾波器

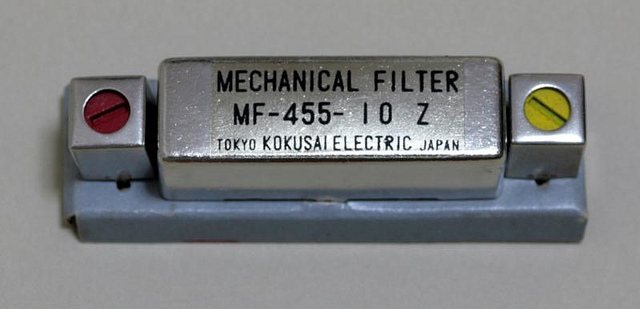
Kokusai電子公司製作的機械濾波器，目前在選出单边带调制無線電接收器的窄頻信號2 kHz。其工作頻率在455 kHz，是常見的的中频，尺寸為45×15×15 mm

機械濾波器是由機械組成，在射頻中取代电子滤波器的濾波器 。其目的和电子滤波器相同，讓特定頻率範圍的訊號可以通過，屏蔽其他頻率的訊號。機械濾波器的運作原理是由機械振動為主，類似電的訊號。在機械濾波器的輸入端和輸出器，會有换能器分別將電的訊號轉換為機械訊號，再將機械訊號轉換回電的訊號。
機械濾波器的元件可以對似電子濾波器中的各元件。機械元件有其機械的功能，都和其對應的電子元件一致。因此可以將電子電路分析以及濾波器設計的方法直接用在機械濾波器上。電子理論已經有許多數學型式的資料庫，有助於產生理想濾波器，因此機械濾波器的設計者可以直接採用。只需要有特定參數值的機械元件，就可以製作和電子濾波器有相同性能的機械濾波器。
合金鋼和鐵鎳合金是常見的機械濾波器材料，有時在輸入及輸出的耦合部份會使用鎳。利用這些材料的共振器在組裝之前需要進行精密的加工，以調整其共振頻率。
此條目中的「機械濾波器」是指用在电动机械学中的機械設備，不過也可以用機械設計的方式來濾除機器振動或是音波。例如在揚聲器箱設計時，聲音頻率響應的濾波可以透過機械元件設計來達成。在電子應用中，除了有對應電氣元件的機械元件外，也需要傳感器在機械及電子系統之間進行轉換。
機械濾波器的理論最是應用在1920年代留聲機機械元件中。在1950年代機械濾波器設計成有良好包裝的元件，可以應用在在無線電發射器以及高端接收器中。機械濾波器可以產生的高品質因子，較全電子RLC电路的品質因子要高很多，因此可以用機械濾波器達到非常好的選擇性。良好的選擇性在無線器接收器中非常重要，因此許多會使用機械濾波器。當代的研究者在設計微機電濾波器，是對應電子積體電路的機械設備。

## 元件

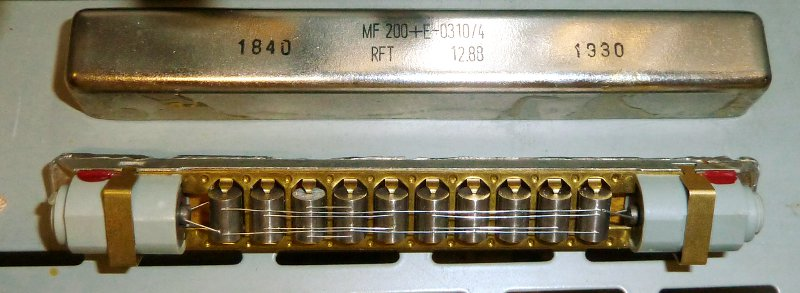
電話系統中的機械濾波器，使用的是扭轉共振元件

被動線性電路中的元件有电感元件、电容器及電阻器，分別具有电感, elastance（電容的倒數）及电阻的特性。在力學系統中也有對應的特性，分別是质量、剛度及阻尼。大部份的電子濾波器設計中，濾波器的主體只由电感元件和电容器組成（不過在輸入端及輸出端可能會加上電阻器）。由理想元件組成的理想濾波器中，一般不會有電阻器，多半是在實際濾波器設計時，電阻才會以寄生元件的形式出現。同様的，理想的機械濾波器中只會有质量和剛度，但實際的機械濾波器中會有阻尼出現。
在此分析中，力學系統中對應電壓及电流的物理量是力（F）和速度（v），這些也就是輸入或是輸出的信號。因此類似電子系統，可以定義機械阻抗，形式為虛部的角频率jω。
| 力學元件 | 公式（一維）                                     | 機械阻抗                             | 對應的電子元件            |
| -------- | ------------------------------------------------ | ------------------------------------ | ------------------------- |
| 剛度S    | {\displaystyle S={F \over x}}                    | {\displaystyle Z={S \over j\omega }} | elastance 1/C, 電容的倒數 |
| 质量M    | {\displaystyle M={\frac {F}{dv/dt}}={F \over a}} | {\displaystyle Z=j\omega M\,}        | 電感 L                    |
| 阻尼D    | {\displaystyle D={F \over v}}                    | {\displaystyle Z=D\,}                | 電阻 R                    |

註：
- 符號x、t和a表示距離、時間及加速度。
- 力學特性柔度（compliance）是剛度的倒數，可以直接對應電子電路中的電容，不過此處未使用此一物理量.

上表中的架構稱為阻抗類比。以此類比方式產生的機械系統其機械阻抗會對應電子電路的阻抗，因此在電子工程的觀點較為直觀。也有另外一種類比稱為流動性類比，其中將力對應為電流，速度對應為電壓。此方法也可行，可是對應到不同的電機物理量。M → C、S → 1/L、D → G，其中G為電導，電阻的倒數。所產生的電路相近，但因為对偶阻抗的關係，原來並聯會變成串聯，電容會變成電感……。利用流動性類比的電路較符合機械系統的拓撲，因此對於機械工程師較直觀，除了機電系統的應用外，上述類似也用在聲學的分析上。
每個機械元件都會有质量和剛度，對應到電子系統即為LC電路。因此機械元件本身就是共振器，也常常這樣使用。也可以在機械系統實現時將電感及電容表示為獨立的集總元件，以減少（但無法完全消除）不想要的特性。電容器可以用細長桿來實現，讓質量最小，而柔度最大。電感也可以用短而截面積大的元件來實現，讓質量最大，而柔度減到最小。
在機械振動時，機械元件的動作類似传输线模型。若波长比元件短很多，則不適合用集總電路來描述系統，需要用分布元件模型來描述。機械的分布元件和電子的分布元件類似，因此機械工程師可以用電子分布元件濾波器的方式進行設計。

## 腳註
1. ↑  阻抗類比比較常用(Gatti & Ferrari, pp.630–632)，不過機械濾波器的大廠Rockwell Collins Inc使用流動性類比(Johnson, 1968, p.41)

## 書目
- Darlington, S. "A history of network synthesis and filter theory for circuits composed of resistors, inductors, and capacitors" （页面存档备份，存于）, IEEE Transactions: Circuits and Systems, vol 31, pp. 3–13, 1984 doi:10.1109/TCS.1984.1085415.
- Eargle, John Loudspeaker Handbook （页面存档备份，存于）, Boston: Kluwer Academic Publishers, 2003 ISBN 1-4020-7584-7.
- Norton, Edward L. "Sound reproducer", 美國專利第1,792,655号, filed 31 May 1929, issued 17 February 1931.
- Talbot-Smith, Michael Audio Engineer's Reference Book, Oxford: Focal Press, 2001 ISBN 0-240-51685-0.
- Taylor, John T.; Huang, Qiuting CRC Handbook of Electrical Filters, Boca Raton: CRC Press, 1997 ISBN 0-8493-8951-8.

## 延伸閱讀
- Johnson, R. A.; Börner, M.; Konno, M., "Mechanical Filters-A Review of Progress" （页面存档备份，存于）, IEEE Transactions on Sonics and Ultrasonics, vol. 18, iss. 3, pp. 155-170, July 1971.